# Toninho Cecílio
Toninho Cecílio (nacido el 27 de mayo de 1967) es un exfutbolista brasileño que se desempeñaba como defensa.
Jugó para clubes como el Palmeiras, Botafogo, Cruzeiro, Cerezo Osaka, Coritiba, São José, União São João, Portuguesa Santista, Paulista y Santo André.

## Trayectoria

### Clubes
| Club                | País   | Año         |
| ------------------- | ------ | ----------- |
| Palmeiras           | Brasil | 1986 - 1992 |
| Botafogo            | Brasil | 1993        |
| Cruzeiro            | Brasil | 1993        |
| Cerezo Osaka        | Japón  | 1994 - 1995 |
| Coritiba            | Brasil | 1996        |
| São José            | Brasil | 1997        |
| União São João      | Brasil | 1997        |
| Portuguesa Santista | Brasil | 1998        |
| Paulista            | Brasil | 1999 - 2000 |
| Santo André         | Brasil | 2001        |